# Nieważność czynności prawnej
Nieważność czynności prawnej – wada czynności prawnej, która polega na niewywołaniu przez czynność zamierzonych skutków prawnych związanych z jej dokonaniem. Przyczyną nieważności może być:
- brak zdolności do czynności prawnych osoby dokonującej czynności (por. ubezwłasnowolnienie) (art. 14 §1 KC)
- dokonanie czynności z pominięciem wymogu formy zastrzeżonej przez ustawę lub strony pod rygorem nieważności (art. 73 KC oraz art. 76 KC)
- treść czynności sprzeczna z ustawą albo mająca na celu jej obejście lub sprzeczna z zasadami współżycia społecznego (art. 58 §1 i §2 KC)
- wada oświadczenia woli (art. 82-88 KC).

Większość ze wskazanych okoliczności skutkuje nieważnością z mocy samego prawa, bez potrzeby dokonywania dalszych działań (nieważność bezwzględna). Odmiennie rzecz się ma w przypadku czynności prawnej dokonanej pod wpływem błędu, groźby lub podstępu. Czynność taka wywołuje skutki prawne, ale cechuje ją przymiot wzruszalności (nieważności względnej). Los czynności zależy od decyzji osoby, która dokonała jej pod wpływem groźby, błędu lub podstępu. Jeśli w przewidzianym terminie uchyli się od skutków złożonego przez siebie oświadczenia woli, czynność staje się definitywnie nieważna. W przeciwnym razie, po upływie terminu, staje się w pełni ważna i nie może być kwestionowana w oparciu o powyższe przyczyny.
Nieważnością może być dotknięta tylko część czynności prawnej. Czynność pozostaje wówczas w mocy w pozostałym zakresie, chyba że z okoliczności wynika, że bez postanowień nieważnych nie zostałaby dokonana. Strony umowy mogą same uregulować wzajemne stosunki, na wypadek jej częściowej nieważności. Postanowienia takie określa się mianem klauzuli salwatoryjnej.
Dokonanie przez strony czynności nieważnej przesunięć majątkowych w błędnym przekonaniu, że wykonują jej ważne postanowienia, stanowi podstawę do wzajemnych rozliczeń i przywrócenia poprzedniego stanu majątkowego na podstawie przepisów o nienależnym świadczeniu.
Czynność nieważną należy odróżnić od czynności nieistniejącej. W pierwszym przypadku czynność jest dokonana, choć nie wywołuje skutków prawnych. W drugim powstaje wyłącznie pozór jej dokonania. Rozróżnienie to ma istotne znaczenie ze względu na możliwość konwersji, konwalidacji lub zastosowania szczególnych przepisów ustawy w miejsce postanowień czynności nieważnej. Podobnie nie należy utożsamiać czynności nieważnej z czynnością bezskuteczną. Podobieństwo między nimi ogranicza się do braku zamierzonych skutków prawnych. Czynność bezskuteczna jest bowiem czynnością ważną i może być źródłem roszczeń z tytułu odpowiedzialności kontraktowej. Przykładem czynności ważnej, ale bezskutecznej jest sprzedaż rzeczy cudzej. Czynność taka nie wywołuje zamierzonego skutku w postaci przeniesienia własności, ale może stanowić podstawę roszczeń niedoszłego nabywcy o zapłatę odszkodowania z tytułu niewykonania zobowiązania.

## Konwalidacja
Konwalidacja wiąże się uzyskaniem przez nieważną czynność prawną, przede wszystkim umowę, przymiotu ważnej czynności prawnej, przy spełnieniu określonych warunków, wśród których dominuje wykonanie przez strony postanowień czynności nieważnej. Na skutek konwalidacji nieważna czynność prawna staje się ważna i wywołuje wszystkie związane z nią skutki prawne.
Konwalidacja umowy darowizny zawartej z pominięciem wymaganej formy aktu notarialnego ma miejsce, gdy przedmiot darowizny zostanie obdarowanemu wydany.
Umowa dotycząca drobnej bieżącej sprawy życia codziennego i zawarta przez osobę niemającą zdolności do czynności prawnych staje się ważna z chwilą jej całkowitego wykonania, jeżeli nie pociąga za sobą rażącego pokrzywdzenia tej osoby.
W nauce prawa istnieje spór, czy w podanych przykładach przepisów Kodeksu cywilnego została zastosowana konstrukcja konwalidacji czynności prawnej. Reprezentowane są poglądy, które wyjaśniają sens tych przepisów w inny sposób, bez odwoływania się do konwalidacji.

## Konwersja
Konwersja czynności prawnej jest konstrukcją prawną wypracowaną przez orzecznictwo, która ma na celu utrzymanie w mocy woli osób dokonujących nieważnej czynności. Mechanizm konwersji opiera się na założeniu, że osoba, która dokonała nieważnej czynności prawnej i spełniła równocześnie wymogi innej czynności prawnej o zbliżonych, choć nie tak daleko idących skutkach prawnych, godziła się na ich wystąpienie. Tym samym przyjmuje się, że w miejsce czynności nieważnej została dokonana czynność ważna, choć wywołująca skutki prawne mniejsze niż zamierzone.
Przykładem konwersji jest potraktowanie testamentu allograficznego nieważnego z powodu braku osoby urzędowej jako ważnego testamentu ustnego. W prawie autorskim ustna umowa o przeniesienie majątkowych praw autorskich do utworu może być potraktowana jako udzielenie licencji niewyłącznej na korzystanie z niego.

## Nieważna czynność prawna a proces cywilny
Nieważność czynności prawnej sąd bierze pod rozwagę z urzędu na podstawie materiału dowodowego zebranego w granicach przewidzianych przez prawo procesowe. Ustalenie nieważności może stanowić przesłankę rozstrzygnięcia w innej sprawie albo być przedmiotem samodzielnego powództwa o ustalenie.